# ممورو، هوکایدو
ممورو، هوکایدو (به لاتین: Memuro, Hokkaido) یک منطقهٔ مسکونی در ژاپن است که در Tokachi Subprefecture واقع شده‌است. ممورو  ۱۹٬۳۱۵ نفر جمعیت دارد.